# Le Mémorial d'Aix

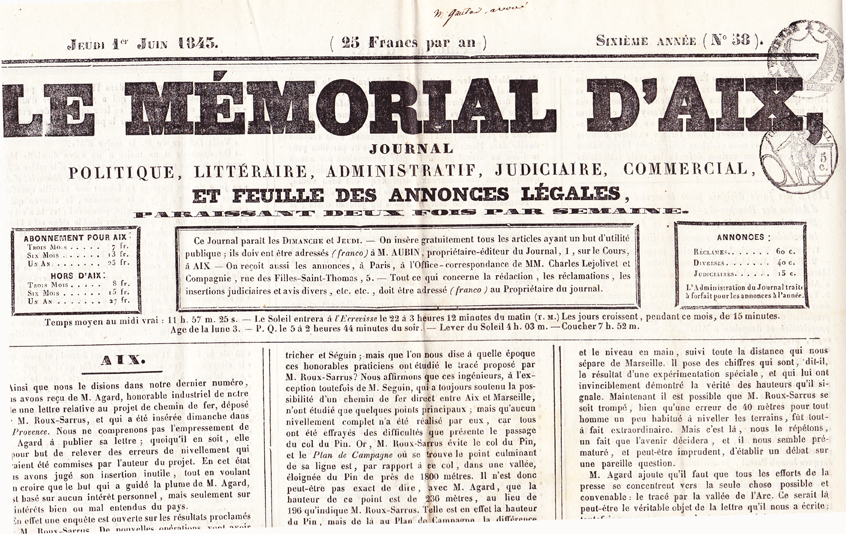
Une du numéro 38 (1er juin 1843) du Mémorial d'Aix.

Le Mémorial d'Aix est un journal bi-hebdomadaire paru à Aix-en-Provence entre 1837 et 1944. Plusieurs auteurs renommés, dont Émile Zola ou Jean-Baptiste Gaut, y ont publié des articles. Il était diffusé en Provence et à Paris. Il appartient à l'imprimeur de la veuve Remondet-Aubin jusqu'en août 1873, date à laquelle il devient la propriété de M. Formental.

## Histoire
Le premier numéro du Mémorial d'Aix paraît le 18 novembre 1837 et est publié par l'imprimerie Remondet-Aubin, sur le cours Mirabeau (hôtel du Poët). Il porte alors le sous-titre : « Journal historique, judiciaire, scientifique et commercial ». Ce sous-titre deviendra « Journal politique, littéraire, administratif, judiciaire, commercial et agricole » à partir de 1847. L'un de ses plus influents directeurs sera Jean-Baptiste Gaut (1819-1891), aussi connu sous le nom de « félibre Gaut ».
Lorsque, en 1944, la presse écrite est interdite en France, Le Mémorial d'Aix cesse sa parution. Son dernier numéro paraît le 13 août 1944. Après guerre, le titre Terre de Provence revendiquera la succession du défunt journal, puis, aujourd'hui, Le Courrier d'Aix. Une collection des numéros du Mémorial d'Aix est consultable à la Cité du livre, bibliothèque Méjanes.

## Contenu
Le Mémorial d'Aix publie des informations essentiellement locales, comme les accidents et les faits divers, les horaires de tramway de la ligne Aix-Marseille, les offices religieux, etc. Ses colonnes se prêtent aussi à la publication de romans en feuilleton ou bien de chroniques historiques relatives aux rues d'Aix ou aux personnages historiques de la commune. De plus, les principales nouvelles du pays y sont évoquées.
On y trouve également des critiques d'ouvrages et des causeries scientifiques ou musicales. Sur un plan politique, il se rallie à la République après 1870, après avoir montré sa prudence sous l'Empire et restera républicain modéré.